# Dongshi (Taichung)
Dongshi (chinesisch 東勢區 / 东势区, Pinyin Dōngshì Qū, Hakka Tûng-sṳ) ist ein Bezirk (區,  Qū) der Stadt Taichung auf Taiwan, Republik China.

## Lage
Dongshi liegt östlich der zentralen Stadtbezirke von Taichung am Westrand des Xueshan-Gebirges. Mit 117,4 km² ist es der flächenmäßig drittgrößte Stadtbezirk von Taichung. Der Bezirk bildet einen länglichen Gebietsstreifen, der zunächst in Nord-Süd-Richtung verläuft und später nach Westen abbiegt. Die Begrenzung zu den weiter westlich gelegenen Stadtbezirken Xinshe, Shigang und Fengyuan wird weitgehend vom Fluss Dajia oder Dajiaxi (大甲溪,  Dàjiǎ xī) gebildet. Der Dajiaxi wird im Westen, an der Grenze zu Shigang durch den Shigang-Damm aufgestaut. Im Norden bildet der Flusslauf des Da’anxi (大安溪,  Daanxi) im Wesentlichen die Grenze, die zugleich auch die Stadtgrenze Taichungs zum benachbarten Landkreis Miaoli (Gemeinde Zhuolan) ist. Im Osten grenzt Dongshi an den Bezirk Heping und im Westen an den Bezirk Houli. Das Terrain ist hügelig und größere Ebenen gibt es nur in den Flusstälern. Die Höhe über dem Meeresspiegel liegt meist bei etwa 300 bis 420 Metern. Der 1179 Meter hohe Dapinglongshan (大平籠山,  Dàpíng lóngshān, ) im Ortsteil Qingfu an der Grenze zu Heping bildet den höchsten Punkt und der mit 243 Metern tiefste Punkt liegt im Flussbett des Dajiaxi im Ortsteil Bitou.

## Geschichte
Die ursprünglichen Bewohner des Gebietes von Dongshi waren Angehörige der Atayal und der Pazeh. Ab der Herrschaftszeit Yongzhengs wanderten Han-Chinesen aus der Provinz Guangdong ein. Zur Zeit Qianlongs wurde im Jahr 1761 die weitere Ansiedlung von Einwanderern in Dongshi verboten, um Konflikte mit der indigenen Bevölkerung zu vermeiden. Das Ansiedlungsverbot wurde jedoch in den folgenden Jahrzehnten unterlaufen und die indigene Bevölkerung wurde zunehmend minorisiert. Zur Zeit der japanischen Herrschaft in Taiwan (1895–1945) wurde 1920 das Dorf Dongshi (東勢庄,  Dōngshì Zhuāng) als Verwaltungseinheit etabliert. 1933 wurde daraus die Dongshi-Straße (東勢街,  Dōngshì jiē) und 1946, nach Übernahme Taiwans durch die Republik China, die Landgemeinde (鄉,  Xiāng) Dongshi im neu gegründeten Landkreis Taichung. Mit Wirkung vom 25. Dezember 2010 wurde der gesamte Landkreis in die Stadt Taichung eingemeindet und sämtliche Landkreisgemeinden, so auch Dongshi, erhielten den Status von Stadtbezirken.

## Bevölkerung
Mit 49.636 Einwohnern (Feb. 2020) lag Dongshi auf Rang 16 unter den 21 Stadtbezirken Taichungs. Mehr als 80 % sind Angehörige der Hakka-Volksgruppe. Zu den Einwohnern zählten 708 Angehörige indigener Völker (1,4 %), darunter 480 Atayals und 111 Amis.

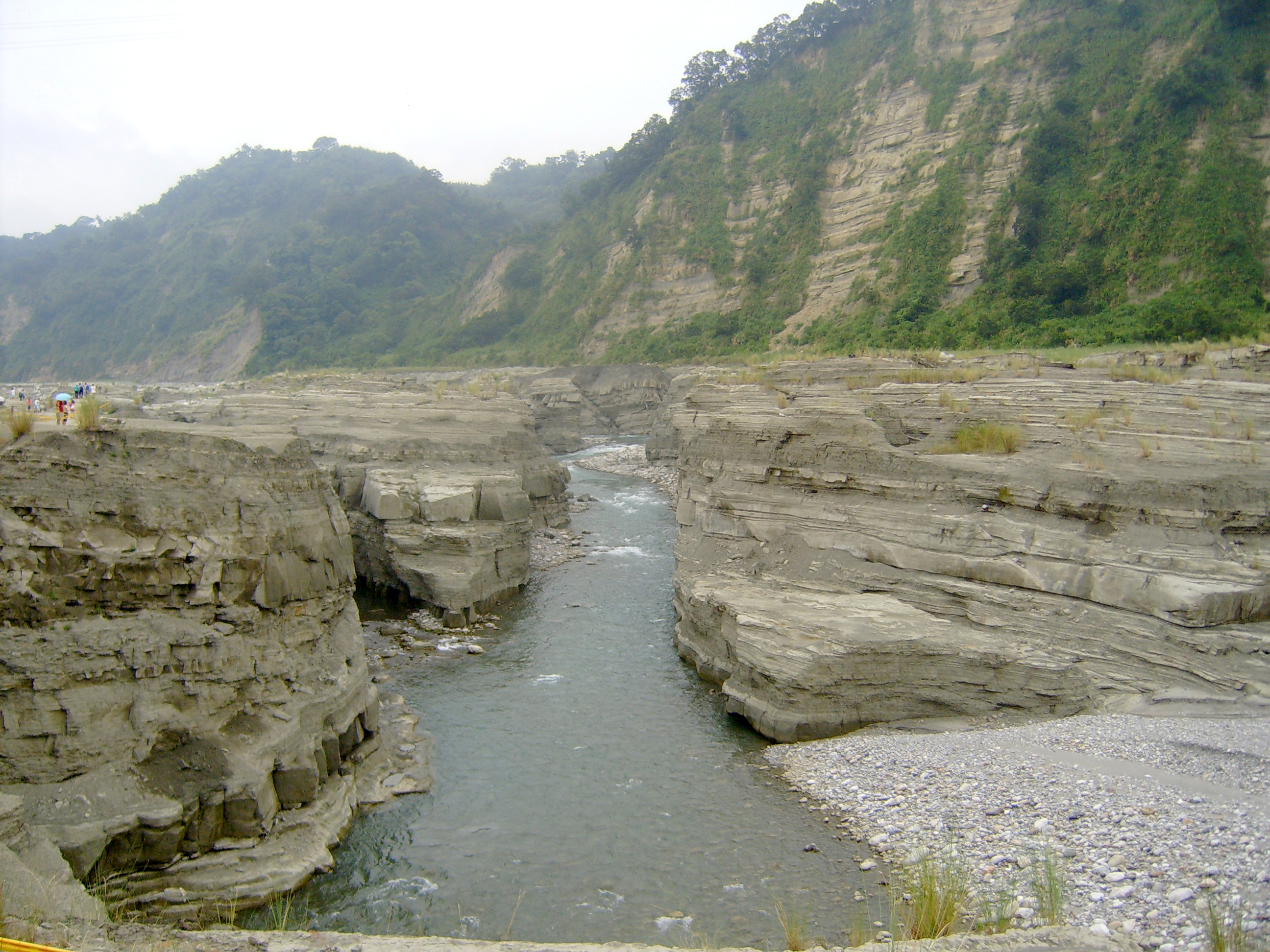
Tief eingeschnittenes Flussbett des Da’anxi an der Grenze zu Zhuolan

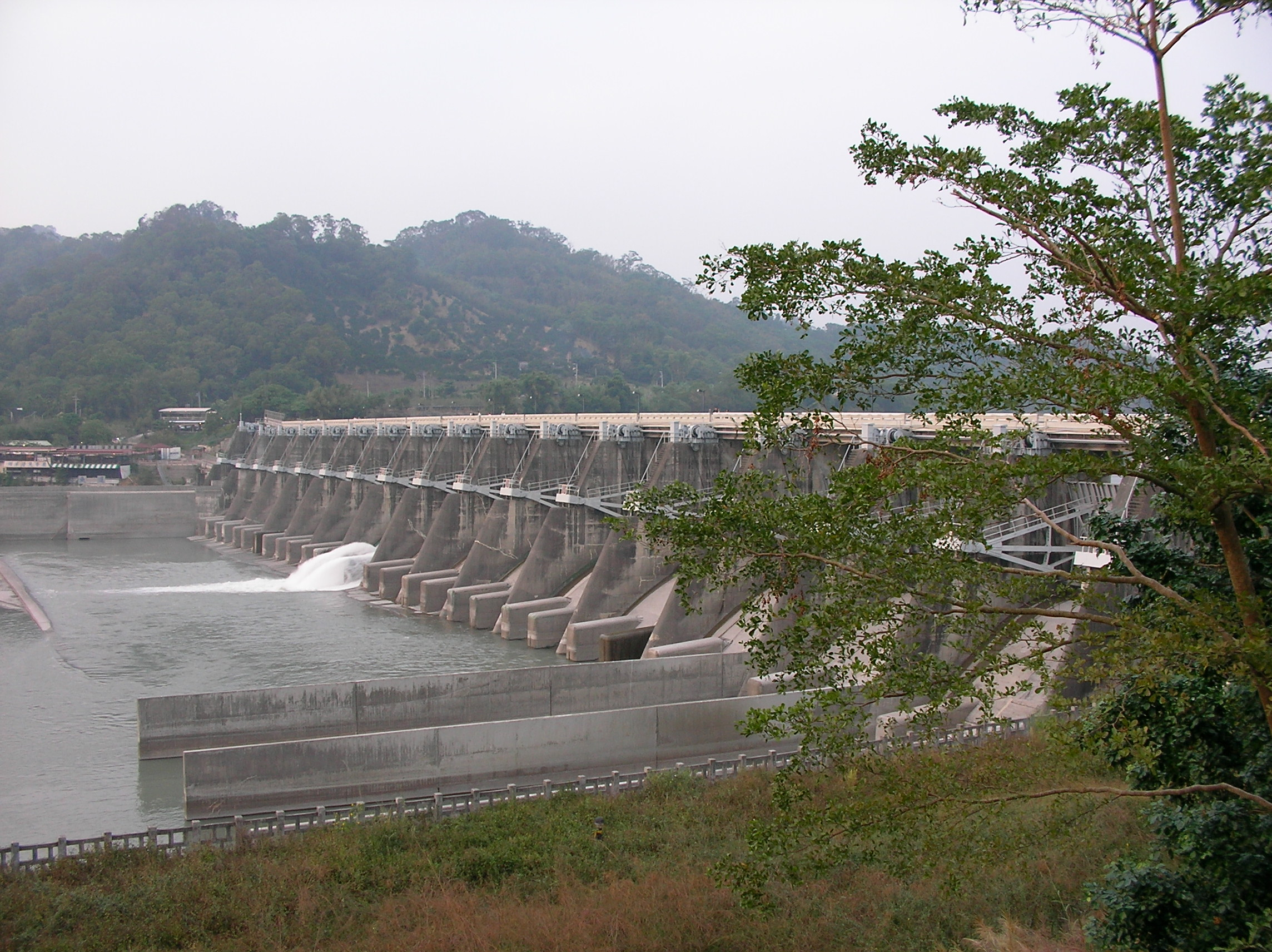
Shigang-Damm

| Gliederung von Dongshi |
|                        |

## Verwaltungsgliederung
Dongshi ist in 25 Ortsteile (里, Li) unterteilt:
1 Yuening (粵寧里)

2 Beixing (北興里)

3 Zhongning (中寧里)

4 Dong’an (東安里)

5 Nanping (南平里)

6 Yanping (延平里)

7 Shangxin (上新里)

8 Guangxing (廣興里)

9 Taichang (泰昌里)

10 Xincheng (新盛里)

11 Fulong (福隆里)

12 Yifu (詒福里)

13 Xiacheng (下城里)

14 Shangcheng (上城里)

15 Qingdong (慶東里)

16 Qingfu (慶福里)

17 Longxing (隆興里)

18 Zhongke (中嵙里)

19 Dongxin (東新里)

20 Xiaxin (下新里)

21 Xinglong (興隆里)

22 Maoxing (茂興里)

23 Taixing (泰興里)

24 Bitou (埤頭里)

25 Mingzheng (明正里)

## Landwirtschaft
In den Flussebenen dominiert der Reisanbau, während im Hügel- und Bergland vor allem Obstbau betrieben wird. Kultiviert werden hauptsächlich Sternfrucht, Ananas, Javaapfel, Amla, Longan, Kaki, Guaven, Ume, Litschi, sowie in geringerem Maße Tankan und andere Zitrusfrüchte, Japanische Wollmispeln, Weintrauben, Birnen und Äpfel.

## Verkehr
Es gibt zwei größere Straßen, die Provinzstraße 3 und die Provinzstraße 8. Die erstgenannte überquert von Norden kommend den Da’anxi und zieht anschließend in der Flusstalebene des Dajiaxi nach Süden, bis sie nach Westen abbiegt, den Dajiaxi überquert und in die Nachbargemeinde Xinshe führt. Zuvor zweigt von ihr die Provinzstraße 8 ab, die weiter im Dajia-Tal nach Süden bis an die Südspitze Dongshis führt. Die anderen Straßen in Dongshi sind kleine Gemeindestraßen.

## Besonderheiten
Dongshi ist durch die Volkskultur und Esskultur der Hakka geprägt. In der Flussebene des Dajiaxi befindet sich ein kleiner Park. Im Westen kann der Shigang-Damm mit zugehörigem kleinen Stausee besichtigt werden. Das Bergland bietet Möglichkeiten des Naturtourismus.

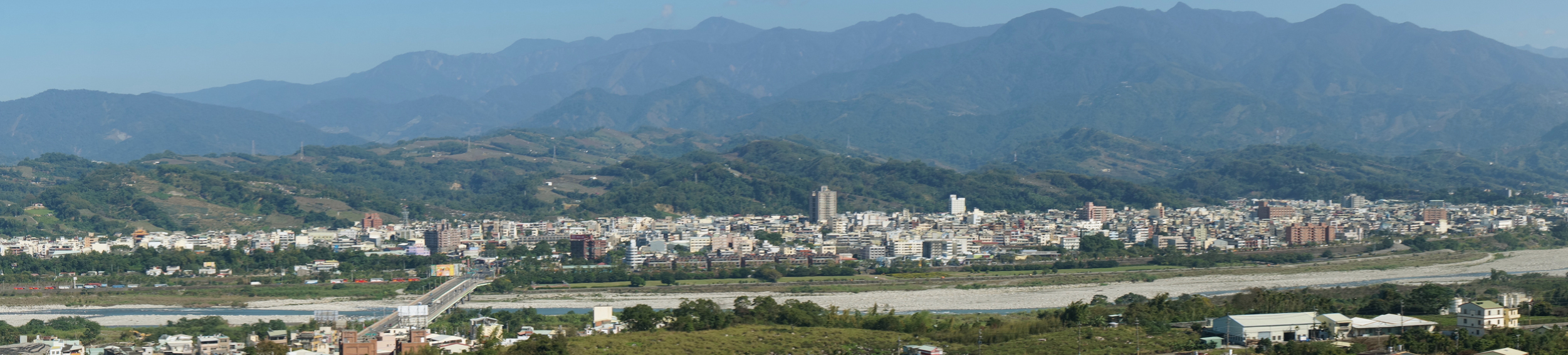
Flussebene des Dajiaxi bei Dongshi